# Comuna Zamociok, Jovkva
Zamociok (în ucraineană Замочок) este o comună în raionul Jovkva, regiunea Liov, Ucraina, formată din satele Borovi, Dibrova, Halasi, Kropî, Șkolearî, Sorokî și Zamociok (reședința).

## Demografie
Componența lingvistică a comunei Zamociok
     Ucraineană (100%)
Conform recensământului din 2001, toată populația comunei Zamociok era vorbitoare de ucraineană (100%).